# عصوية ذهبية كوانغجوية
عصوية ذهبية كوانغجوية (الاسم العلمي: Chryseobacterium kwangjuense) هي نوع من البكتيريا، سلبية الغرام، تتبع جنس عصوية ذهبية.